# 14056 Kainar
14056 Kainar è un asteroide della fascia principale. Scoperto nel 1996, presenta un'orbita caratterizzata da un semiasse maggiore pari a 2,3918176 UA e da un'eccentricità di 0,1939193, inclinata di 3,91945° rispetto all'eclittica.
L'asteroide è dedicato allo scrittore ceco Josef Kainar.